# Vlag van Devon
De vlag van Devon is sinds 2003 in gebruik, maar heeft geen officiële functie. In oktober 2006 werd de vlag voor het eerst gehesen door het bestuur van het graafschap, waarmee hij een vorm van erkenning heeft gekregen. Devon is een graafschap in het zuidwesten van Engeland. De vlag is naar Sint Petroc genoemd, een lokale heilige, en vertoont overeenkomsten met de vlag van Cornwall, het graafschap dat nog meer naar het zuidwesten ligt.
Hoewel de vlag relatief nieuw is, worden de drie in de vlag opgenomen kleuren al lange tijd met Devon geassocieerd. Het groen in de vlag symboliseert de heuvels van Devon, het zwart de woeste streken Dartmoor en Exmoor en het wit is er voor de nevels van zout water, die zich vormen doordat de zee in het noorden en in het zuiden tegen de kust slaat, en voor de industrie van chinaklei, voor de mijnbouw in Devon in het algemeen. De vlag is door de inwoners van Devon uit een aantal ontwerpen gekozen tijdens een stemming georganiseerd door de BBC. Het winnende ontwerp was afkomstig van Ryan Sealey.
Voetbalclub Plymouth Argyle FC speelt in het Devons groen en wit.

## Websites
- (en) Devon Flag Group, gearchiveerd